# 堀川恭進
堀川 恭進（ほりかわ きょうしん、1946年11月15日 - 2018年10月10日）は、日本の実業家。元沖縄トヨペット株式会社代表取締役社長、元一般社団法人日本自動車連盟(JAF)沖縄支部長、元一般社団法人日本自動車販売協会連合会沖縄県支部長、元沖縄県自動車販売協会会長。

## 人物・経歴
1946年、沖縄県那覇市生まれ。千葉商科大学商経学部卒業。1979年沖縄トヨペット株式会社入社。1982年取締役、1987年常務取締役、1990年専務取締役、1994年代表取締役専務、1996年社代表取締役副社長、1998年代表取締役社長就任。2014年国土交通省「平成26年自動車関係功労者大臣表彰」受賞。